# Kalendarium metra w Paryżu

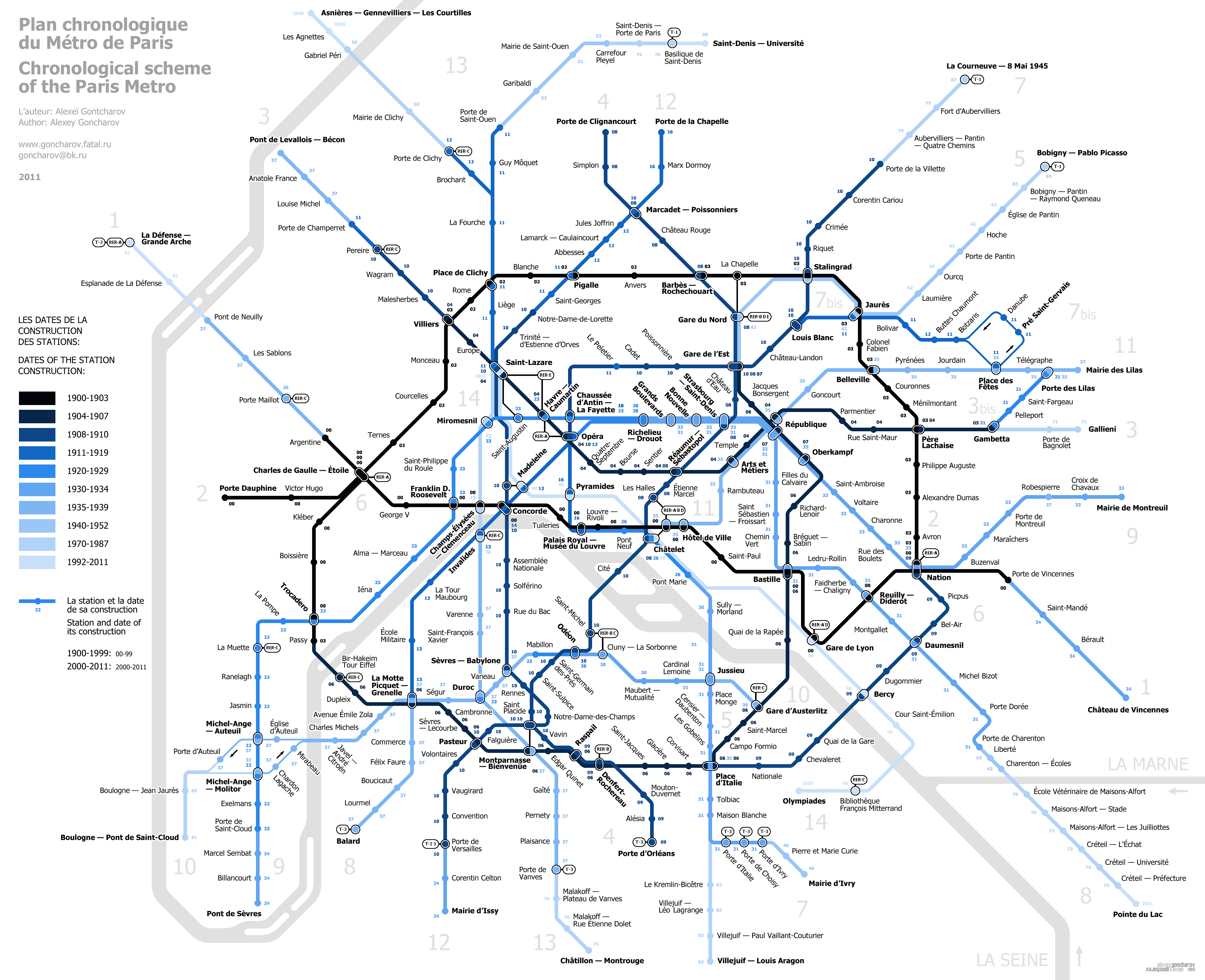
Diachroniczny schemat metra w Paryżu

## Przed 1900
| Data                | Linia | Wydarzenie                                                                                       |
| ------------------- | ----- | ------------------------------------------------------------------------------------------------ |
| 20 kwietnia 1896    |       | Rada miejska Paryża przyjmuje projekt sieci według Fulgence'a Bienvenüe                          |
| 30 marca 1898       |       | Deklaracja jako projekt pożytku publicznego dla sześciu pierwszych linii „kolei metropolitalnej” |
| 4 października 1898 |       | Rozpoczęcie prac na linii 1                                                                      |

## 1900–1910
| Data                 | Linia                                                                                               | Wydarzenie |
| -------------------- | --------------------------------------------------------------------------------------------------- | --- |
| 19 lipca 1900        | | Otwarcie odcinka między Porte Maillot i Porte de Vincennes, z wyjątkiem stacji Obligado, Étoile, Alma, Concorde, Louvre, Châtelet, Saint-Paul i Reuilly |
| 6 sierpnia 1900      | | Otwarcie stacji Châtelet i Saint-Paul |
| 13 sierpnia 1900     | | Otwarcie stacji Alma i Concorde |
| 20 sierpnia 1900     | | Otwarcie stacji Louvre i Reuilly |
| 1 września 1900      | | Otwarcie stacji Obligado i Étoile |
| 2 października 1900  | 2S (obecnie )                                                                                       | Otwarcie odcinka między Étoile i Trocadéro |
| 13 grudnia 1900      | 2N (obecnie )                                                                                       | Otwarcie odcinka między Étoile i Porte Dauphine |
| 7 października 1902  | 2N (obecnie )                                                                                       | Przedłużenie od Étoile do Anvers, z wyjątkiem stacji Villiers, Rome, Place de Clichy i Blanche                                                          |
| 21 października 1902 | 2N (obecnie )                                                                                       | Otwarcie stacji Blanche |
| 26 października 1902 | 2N (obecnie )                                                                                       | Otwarcie stacji Place de Clichy |
| 6 listopada 1902     | 2N (obecnie )                                                                                       | Otwarcie stacji Rome |
| 27 stycznia 1903     | 2N (obecnie )                                                                                       | Otwarcie stacji Villiers |
| 31 stycznia 1903     | 2N (obecnie )                                                                                       | Przedłużenie od Anvers do Bagnolet, z wyjątkiem stacji Boulevard Barbès, Rue d’Allemagne i Père Lachaise                                                |
| 23 lutego 1903       | 2N (obecnie )                                                                                       | Otwarcie stacji Rue d’Allemagne |
| 25 lutego 1903       | 2N (obecnie )                                                                                       | Otwarcie stacji Père Lachaise |
| 26 marca 1903        | 2N (obecnie )                                                                                       | Otwarcie stacji Boulevard Barbès |
| 2 kwietnia 1903      | 2N (obecnie )                                                                                       | Przedłużenie od Bagnolet do Nation |
| 3 kwietnia 1903      | 2N (obecnie )                                                                                       | Boulevard Barbès zmienia nazwę na Barbès – Rochechouart                                                                                                 |
| 6 listopada 1903     | 2S (obecnie )                                                                                       | Przedłużenie od Trocadéro do Passy |
| 19 października 1904 | | Otwarcie odcinka między Villiers i Père Lachaise, z wyjątkiem stacji Quatre-Septembre, Sentier i Boulevard Saint-Denis                                  |
| 3 listopada 1904     | | Otwarcie stacji Quatre-Septembre |
| 19 listopada 1904    | | Otwarcie stacji Boulevard Saint-Denis |
| 20 listopada 1904    | | Otwarcie stacji Sentier |
| 25 stycznia 1905     | | Przedłużenie od Père Lachaise do Gambetta |
| 24 kwietnia 1906     | 2S (obecnie )                                                                                       | Przedłużenie od Passy do Place d’Italie |
| 2 czerwca 1906       | | Otwarcie odcinka między Place d’Italie i Gare d’Orléans                                                                                                 |
| 13 lipca 1906        | | Przedłużenie od Gare d’Orléans do Gare de Lyon ze zmianą pociągu na stacji Mazas, która pozostaje zamknięta                                             |
| 1 sierpnia 1906      | | Zmiana pociągu na stacji Mazas ulega likwidacji, pociągi zawracają, by dotrzeć bezpośrednio do Gare de Lyon                                             |
| 17 grudnia 1906      | | Przedłużenie od Mazas (zamknięta) do Lancry, z wyjątkiem stacji Bréguet – Sabin i Oberkampf (zaprzestanie obsługi stacji Gare de Lyon)                  |
| 31 grudnia 1906      | | Otwarcie stacji Bréguet – Sabin |
| 15 stycznia 1907     | | Otwarcie stacji Oberkampf |
| 14 października 1907 | 2S (obecnie )/                                                                                      | Połączenie obu linii w linię 5 Étoile – Lancry |
| 15 października 1907 | | Rue Saint-Denis zmienia nazwę na Réaumur – Sébastopol                                                                                                   |
| 15 października 1907 | Mazas zostaje otwarta pod nazwą Pont d’Austerlitz, Avenue de Suffren zmienia nazwę na Rue de Sèvres | |
| 15 listopada 1907    | | Przedłużenie od Lancry do Gare du Nord |
| 21 kwietnia 1908     | | Otwarcie odcinka między Porte de Clignancourt i Châtelet, z wyjątkiem stacji Simplon, Boulevard Saint-Denis i Les Halles                                |
| 27 kwietnia 1908     | | Otwarcie stacji Les Halles |
| 5 maja 1908          | | Otwarcie stacji 'Boulevard Saint-Denis' |
| 14 maja 1908         | | Otwarcie stacji Simplon |
| 1 marca 1909         | | Otwarcie odcinka między Place d’Italie i Nation |
| 30 października 1909 | | Otwarcie odcinka między Raspail i Porte d’Orléans |

## 1910–1920
| Data                 | Linia        | Wydarzenie |
| -------------------- | ------------ | --- |
| 9 stycznia 1910      |              | Połączenie między Châtelet i Raspail, z wyjątkiem stacji Cité, Saint-Michel i Montparnasse                               |
| 11 marca 1910        |              | Montparnasse zmienia nazwę na Avenue du Maine                                                                            |
| 6 kwietnia 1910      |              | Otwarcie stacji Montparnasse                                                                                             |
| 23 maja 1910         |              | Przedłużenie od Villiers do Pereire                                                                                      |
| 9 lipca 1910         |              | Otwarcie stacji Saint-Michel                                                                                             |
| 5 listopada 1910     |              | Otwarcie odcinka od Porte de la Villette do Opéra, z wyjątkiem stacji Pont de Flandre, Riquet, Le Peletier i Louis Blanc |
| 5 listopada 1910     | A (obecnie ) | Otwarcie odcinka między Notre-Dame-de-Lorette i Porte de Versailles                                                      |
| 6 listopada 1910     |              | Otwarcie stacji Riquet                                                                                                   |
| 11 listopada 1910    |              | Otwarcie stacji Pont de Flandre                                                                                          |
| 23 listopada 1910    |              | Otwarcie stacji Louis Blanc                                                                                              |
| 10 grudnia 1910      |              | Otwarcie stacji Cité |
| 18 stycznia 1911     |              | Otwarcie odgałęzienia Louis Blanc – Pré Saint-Gervais, z wyjątkiem stacji Buttes Chaumont i Place des Fêtes              |
| 15 lutego 1911       |              | Przedłużenie od Pereire do Porte de Champerret                                                                           |
| 26 lutego 1911       | B (obecnie ) | Otwarcie pierwszego odgałęzienia Saint-Lazare – Porte de Saint-Ouen                                                      |
| 8 kwietnia 1911      | A (obecnie ) | Przedłużenie od Notre-Dame-de-Lorette do Pigalle                                                                         |
| 6 czerwca 1911       |              | Otwarcie stacji Le Peletier                                                                                              |
| 1912                 | B (obecnie ) | Marcadet zmienia nazwę na Marcadet – Balagny                                                                             |
| 20 stycznia 1912     | B (obecnie ) | Otwarcie drugiego odgałęzienia La Fourche – Porte de Clichy                                                              |
| 13 lutego 1912       |              | Otwarcie stacji Buttes Chaumont i Place des Fêtes                                                                        |
| 31 października 1912 | A (obecnie ) | Przedłużenie od Pigalle do Jules Joffrin                                                                                 |
| 1913                 |              | Rue de Sèvres zmienia nazwę na Sèvres – Lecourbe, a La Motte-Picquet staje się La Motte-Picquet – Grenelle               |
| 13 lipca 1913        |              | Otwarcie pierwszego odcinka między Opéra i Beaugrenelle, z wyjątkiem stacji Invalides i Concorde                         |
| 30 września 1913     |              | Przedłużenie od Beaugrenelle do Porte d’Auteuil                                                                          |
| 15 listopada 1913    |              | Vaugirard zmienia nazwę na Saint-Placide                                                                                 |
| 24 grudnia 1913      |              | Otwarcie stacji Invalides                                                                                                |
| 12 marca 1914        |              | Otwarcie stacji Concorde                                                                                                 |
| 1 sierpnia 1914      | /            | Rue d’Allemagne zmienia nazwę na Jaurès                                                                                  |
| 2 sierpnia 1914      | B (obecnie ) | Zamknięcie stacji Berlin                                                                                                 |
| 1 grudnia 1914       | B (obecnie ) | Berlin zostaje ponownie otwarta pod nazwą Liège                                                                          |
| 1 czerwca 1916       |              | Pont d’Austerlitz zmienia nazwę na Quai de la Rapée                                                                      |
| 1 lipca 1916         |              | Przedłużenie od Opéra do Palais Royal                                                                                    |
| 23 sierpnia 1916     | A (obecnie ) | Przedłużenie od Jules Joffrin do Porte de la Chapelle                                                                    |

## 1920–1930
| Data              | Linia                                                  | Wydarzenie                                              |
| ----------------- | ------------------------------------------------------ | ------------------------------------------------------- |
| 27 maja 1920      |                                                        | Alma zmienia nazwę na George V                          |
| 1921              |                                                        | Wilhem zmienia nazwę na Église d’Auteuil                |
| 27 listopada 1921 |                                                        | Przedłużenie od Gambetta do Porte des Lilas             |
| 8 listopada 1922  |                                                        | Otwarcie pierwszego odcinka Trocadéro – Exelmans        |
| 1923              | A (obecnie )                                           | Sèvres – Croix Rouge zmienia nazwę na Sèvres – Babylone |
| 27 maja 1923      |                                                        | Przedłużenie od Trocadéro do Saint-Augustin             |
| 3 czerwca 1923    |                                                        | Przedłużenie od Saint-Augustin do Chaussée d’Antin      |
| 29 września 1923  |                                                        | Przedłużenie od Exelmans do Porte de Saint-Cloud        |
| 30 grudnia 1923   |                                                        | Otwarcie pierwszego odcinka Invalides – Croix-Rouge     |
| 10 marca 1925     |                                                        | Przedłużenie od Croix-Rouge do Mabillon                 |
| 1926              |                                                        | Caumartin zmienia nazwę na Havre – Caumartin            |
| 14 lutego 1926    |                                                        | Przedłużenie od Mabillon do Odéon                       |
| 16 kwietnia 1926  |                                                        | Przedłużenie od Palais Royal do Pont Marie              |
| 30 czerwca 1928   |                                                        | Przedłużenie od Opéra do Richelieu – Drouot             |
| 30 czerwca 1928   | Przedłużenie od Chaussée d’Antin do Richelieu – Drouot |                                                         |

## 1930–1940
| Data                 | Linia                                                                                              | Wydarzenie |
| -------------------- | -------------------------------------------------------------------------------------------------- | --- |
| 1 stycznia 1930      | | Wchłonięcie spółki Nord-Sud przez CMP |
| 1 stycznia 1930      | A (obecnie )                                                                                       | Staje się linią 12 |
| 1 stycznia 1930      | B (obecnie )                                                                                       | Staje się linią 13 |
| 15 lutego 1930       | | Przedłużenie od Odéon do Place d’Italie |
| 7 marca 1930         | | Przedłużenie od Place d’Italie do Porte de Choisy |
| 3 czerwca 1930       | | Przedłużenie od Pont Marie do Pont Sully |
| 15 października 1930 | | Gare d’Orléans zmienia nazwę na Gare d’Orléans – Austerlitz                                                                                               |
| 26 kwietnia 1931     | | Przedłużenie od Pont Sully do Porte d’Ivry, przez włączenie torów linii 10 od Place Monge do Porte de Choisy                                              |
| 26 kwietnia 1931     | Nowy odcinek od Maubert – Mutualité do Jussieu w zastępstwie tego, który został włączony w linię 7 | |
| 5 maja 1931          | | Reuilly zmienia nazwę na Reuilly – Diderot |
| 5 maja 1931          | Boulevard Saint-Denis zmienia nazwę na Strasbourg – Saint-Denis                                    | |
| 5 maja 1931          | Przedłużenie od Richelieu – Drouot do Porte de Charenton                                           | |
| 17 maja 1931         | /                                                                                                  | Odcinek Étoile – Place d’Italie linii 5 zostaje włączony do linii 6                                                                                       |
| 20 maja 1931         | | Champs-Élysées zmienia nazwę na Champs-Élysées – Clemenceau                                                                                               |
| 25 sierpnia 1931     | /                                                                                                  | Marcadet (linia 4) i Poissonniers (linia 12) zostają połączone w stację przesiadkową i przemianowane na Marcadet – Poissonniers                           |
| 6 grudnia 1931       | /                                                                                                  | Połączenie (powrót do sytuacji sprzed 17 maja 1931) |
| 10 stycznia 1932     | | Saint-Sébastien zmienia nazwę na Saint-Sébastien – Froissart                                                                                              |
| 30 czerwca 1933      | | Avenue du Maine zmienia nazwę na Bienvenüe |
| 10 grudnia 1933      | | Przedłużenie od Richelieu – Drouot do Porte de Montreuil                                                                                                  |
| 3 lutego 1934        | | Przedłużenie od Porte de Saint-Cloud do Pont de Sèvres |
| 24 marca 1934        | | Przedłużenie od Porte de Vincennes do Château de Vincennes                                                                                                |
| 24 marca 1934        | Przedłużenie od Porte de Versailles do Mairie d’Issy                                               | |
| avril 1934           | | Pont Notre-Dame – Pont au Change staje się Châtelet, z możliwością przesiadki na linie 1 i 4                                                              |
| 28 kwietnia 1935     | | Otwarcie pierwszego odcinka Châtelet – Porte des Lilas |
| 21 stycznia 1937     | 14 (obecnie fragment )                                                                             | Otwarcie pierwszego odcinka Bienvenüe – Porte de Vanves                                                                                                   |
| 17 lutego 1937       | | Przedłużenie od Porte des Lilas do Mairie des Lilas |
| 1 marca 1937         | | Saint-Mandé zmienia nazwę na Picpus |
| 1 marca 1937         | Commerce zmienia nazwę na Avenue Émile Zola                                                        | |
| 26 kwietnia 1937     | | Tourelle zmienia nazwę na Saint-Mandé Tourelle |
| 29 kwietnia 1937     | | Przedłużenie od Porte Maillot do Pont de Neuilly |
| 27 lipca 1937        | /                                                                                                  | Otwarcie nowego odcinka La Motte-Picquet-Grenelle – Balard, który zastępuje odcinek La Motte-Picquet-Grenelle – Porte d’Auteuil, przeniesiony na linię 10 |
| 27 lipca 1937        | /14 (obecnie fragment )                                                                            | Przeniesienie odcinka Invalides – Bienvenüe linii 10 na linię 14                                                                                          |
| 29 lipca 1937        | | Połączenie między La Motte-Picquet-Grenelle i Duroc |
| 24 września 1937     | | Przedłużenie od Porte de Champerret do Pont de Levallois – Bécon                                                                                          |
| 14 października 1937 | | Przedłużenie od Porte de Montreuil do Mairie de Montreuil                                                                                                 |
| 12 lipca 1939        | | Charenton zmienia nazwę na Dugommier |
| 12 lipca 1939        | Przedłużenie od Jussieu do Gare d’Orléans – Austerlitz                                             | |
| 2 września 1939      | | Zamknięcie stacji Arsenal |
| 2 września 1939      | Zamknięcie stacji Champ de Mars                                                                    | |
| 2 września 1939      | /                                                                                                  | Zamknięcie stacji Saint-Martin |
| 2 września 1939      | Zamknięcie stacji Croix-Rouge i Cluny                                                              | |

## 1940–1950
| Data                 | Linia                                            | Wydarzenie |
| -------------------- | ------------------------------------------------ | --- |
| 5 października 1942  |                                                  | Przedłużenie od Porte de Charenton do Charenton – Écoles |
| 6 października 1942  | /                                                | Marbeuf (linia 1) i Rond-point des Champs-Elysées (linia 9) zostają połączone w stację przesiadkową i przemianowane na 'Marbeuf – Rond-point des Champs-Élysées' |
| 6 października 1942  | /                                                | Aubervilliers (linia 2) i Boulevard de la Villette (linia 7) zmieniają nazwę na Aubervilliers – La Villette                                                      |
| 6 października 1942  | //14 (obecnie fragment )                         | Montparnasse (linie 4 i 12) i Bienvenüe (linie 6 i dawna 14) zostają połączone w stację przesiadkową i przemianowane na Montparnasse – Bienvenüe                 |
| 6 października 1942  | /                                                | Odcinek Étoile – Place d’Italie linii 5 zostaje ponownie włączony do linii 6                                                                                     |
| 12 października 1942 |                                                  | Przedłużenie od Gare du Nord do Église de Pantin, z wyjątkiem stacji Ourcq                                                                                       |
| 14 lipca 1945        |                                                  | Beaugrenelle zmienia nazwę na Charles Michels |
| 19 sierpnia 1945     |                                                  | Combat zmienia nazwę na Colonel Fabien |
| 15 października 1945 |                                                  | Petits Ménages zmienia nazwę na Corentin Celton |
| 27 stycznia 1946     |                                                  | Marcadet – Balagny zmienia nazwę na Guy Môquet |
| 10 lutego 1946       |                                                  | Aubervilliers – La Villette zmienia nazwę na Stalingrad |
| 10 lutego 1946       | Lancry zmienia nazwę na Jacques Bonsergent       | |
| 10 lutego 1946       | Pont de Flandre zmienia nazwę na Corentin Cariou | |
| 1 maja 1946          |                                                  | Vallier zmienia nazwę na Louise Michel |
| 1 maja 1946          | Przedłużenie od Porte d’Ivry do Mairie d’Ivry    | |
| 11 czerwca 1946      |                                                  | Torcy zmienia nazwę na Marx Dormoy |
| 30 października 1946 | /                                                | Marbeuf – Rond-point des Champs-Élysées zmienia nazwę na Franklin D. Roosevelt                                                                                   |
| 21 marca 1947        |                                                  | Otwarcie stacji Ourcq |
| 25 maja 1948         |                                                  | Obligado zmienia nazwę na Argentine |
| 18 czerwca 1949      |                                                  | Grenelle zmienia nazwę na Bir-Hakeim – Tour Eiffel |

## 1950–1960
| Data            | Linia | Wydarzenie                                              |
| --------------- | ----- | ------------------------------------------------------- |
| 30 czerwca 1952 |       | Przedłużenie od Porte de Saint-Ouen do Carrefour Pleyel |

## 1960–1970
| Data             | Linia | Wydarzenie                                                                 |
| ---------------- | ----- | -------------------------------------------------------------------------- |
| 3 grudnia 1967   | /     | Odgałęzienie Louis Blanc – Pré Saint-Gervais linii 7 staje się linią 7 bis |
| 23 sierpnia 1969 |       | Zamknięcie stacji Martin Nadaud                                            |

## 1970–1980
| Data                | Linia                   | Wydarzenie |
| ------------------- | ----------------------- | --- |
| 21 lutego 1970      | /                       | Étoile zmienia nazwę na Charles de Gaulle – Étoile                                                                             |
| 13 września 1970    |                         | Bagnolet zmienia nazwę na Alexandre Dumas                                                                                      |
| 19 września 1970    |                         | Przedłużenie od Charenton – Écoles do Maisons-Alfort – Stade                                                                   |
| 27 marca 1971       | /                       | Odcinek Gambetta – Porte des Lilas linii 3 staje się linią 3 bis; przedłużenie linii 3 od Gambetta do Gallieni                 |
| 27 kwietnia 1972    |                         | Przedłużenie od Maisons-Alfort – Stade do Maisons-Alfort – Les Juilliottes                                                     |
| 27 kwietnia 1973    |                         | Przedłużenie od Saint-Lazare do Miromesnil                                                                                     |
| 24 września 1973    |                         | Przedłużenie od Maisons-Alfort – Les Juilliottes do Créteil – L’Échat                                                          |
| 10 września 1974    |                         | Przedłużenie od Créteil – L’Échat do Créteil – Préfecture                                                                      |
| 18 lutego 1975      |                         | Przedłużenie od Miromesnil do Champs-Élysées – Clemenceau                                                                      |
| 20 czerwca 1976     |                         | Przedłużenie od Carrefour Pleyel do Saint-Denis – Basilique                                                                    |
| 9 listopada 1976    | /14 (obecnie fragment ) | Połączenie odcinkiem między Champs-Élysées – Clemenceau i Invalides i przedłużenie od Porte de Vanves do Châtillon – Montrouge |
| 3 października 1977 |                         | Otwarcie nowej stacji Les Halles                                                                                               |
| 4 października 1979 |                         | Przedłużenie od Porte de la Villette do Fort d’Aubervilliers                                                                   |

## 1980–1990
| Data                | Linia | Wydarzenie                                                                                |
| ------------------- | ----- | ----------------------------------------------------------------------------------------- |
| 3 maja 1980         |       | Przedłużenie od Porte de Clichy do Gabriel Péri – Asnières – Gennevilliers                |
| 3 października 1980 |       | Przedłużenie od Porte d’Auteuil do Boulogne – Jean Jaurès                                 |
| 2 października 1981 |       | Przedłużenie od Boulogne – Jean Jaurès do Boulogne – Pont de Saint-Cloud                  |
| 10 grudnia 1982     |       | Otwarcie odgałęzienia między Maison Blanche i Le Kremlin-Bicêtre                          |
| 28 lutego 1985      |       | Przedłużenie od Kremlin-Bicêtre do Villejuif – Louis Aragon                               |
| 24 maja 1985        |       | Przedłużenie od Église de Pantin do Bobigny – Pablo Picasso                               |
| 6 maja 1987         |       | Przedłużenie od Fort d’Aubervilliers do La Courneuve – 8 Mai 1945                         |
| 15 grudnia 1988     |       | Ponowne otwarcie stacji Cluny pod nazwą Cluny – La Sorbonne                               |
| 1989                |       | Palais Royal zmienia nazwę na Palais Royal – Musée du Louvre, a Louvre na Louvre – Rivoli |
| 30 czerwca 1989     |       | Chambre des Députés zmienia nazwę na Assemblée nationale                                  |

## 1990–2000
| Data                 | Linia                                                             | Wydarzenie                                                           |
| -------------------- | ----------------------------------------------------------------- | -------------------------------------------------------------------- |
| 1 kwietnia 1992      |                                                                   | Przedłużenie od Pont de Neuilly do La Défense                        |
| 1998                 | /                                                                 | Rue Montmartre zmienia nazwę na Grands Boulevards                    |
| 1998                 | Boulets – Montreuil zmienia nazwę na Rue des Boulets              |                                                                      |
| 1998                 | Saint-Maur zmienia nazwę na Rue Saint-Maur                        |                                                                      |
| 1998                 | Saint-Denis – Basilique zmienia nazwę na Basilique de Saint-Denis |                                                                      |
| 25 maja 1998         |                                                                   | Przedłużenie od Saint-Denis – Basilique do Saint-Denis – Université  |
| 15 października 1998 |                                                                   | Otwarcie odcinka między Madeleine i Bibliothèque François-Mitterrand |

## 2000–2010
| Data             | Linia | Wydarzenie |
| ---------------- | ----- | --- |
| 16 grudnia 2003  |       | Przedłużenie od Madeleine do Saint-Lazare |
| 31 stycznia 2007 |       | Pierre Curie zmienia nazwę na Pierre et Marie Curie |
| 26 czerwca 2007  |       | Przedłużenie od Bibliothèque François-Mitterrand do Olympiades |
| 14 czerwca 2008  |       | Przedłużenie od Gabriel Péri – Asnières – Gennevilliers do Asnières – Gennevilliers – Les Courtilles; przy tej okazji stacja Gabriel Péri – Asnières – Gennevilliers zmienia nazwę na Gabriel Péri. |

## Po 2010
| Data                | Linia | Wydarzenie                                               |
| ------------------- | ----- | -------------------------------------------------------- |
| 8 października 2011 |       | Przedłużenie od Créteil – Préfecture do Pointe du Lac.   |
| 18 grudnia 2012     |       | Przedłużenie od Porte de la Chapelle do Front Populaire. |
| 23 marca 2013       |       | Przedłużenie od Porte d’Orléans do Mairie de Montrouge   |